# Vila dos Ingleses
La Vila dos Ingleses, situada al centre de la ciutat de Sâo Paulo (carrer Mauá, 836), és un conjunt de 28 cases construïdes entre els anys de 1915 i 1919, per servir d'habitatge als enginyers anglesos que treballaven en les obres de l'Estació da Luz i del Ferrocarril Santos-Jundiaí. L'estil arquitectònic de les cases té arrels en l'estil victorià, amb influències del colonial brasiler.
Al voltant del 1930, amb la disminució de la utilització de la mà d'obra dels enginyers estrangers, les cases de la vila foren habitades per famílies brasileres. En la dècada del 1950, el lloc albergava internats catòlics i clubs de treballadors federals. De propietat de la família Moreau, la Vila dos Ingleses té perfil comercial des de 1988. Actualment, hi funcionen despatxos d'arquitectura i disseny. L'immoble està supervisat provisionalment per l'Iphan (Institut de Patrimoni Històric i artístic Nacional) i pel Condephaat (Consell de Defensa del Patrimoni Històric, Artístic i Turístic).

## Història
La Vila dos Ingleses fou concebuda durant el període brasiler conegut com República Velha, a la primeria de la instauració de la república a l'estat. En aquesta època, el municipi de Sâo Paulo va passar per transformacions considerables, esdevingué una de les principals ciutats de Brasil, la metròpoli del café en el context de l'expansió de l'economia cafetera.
Els canvis a Sâo Paulo comportaren un creixement exponencial de la població, que passà de 69.000 habitants el 1890 a 579.000 habitants el 1920. En aquest període, la ciutat prengué un caràcter cosmopolita, amb empreses comercials i financeres que hi atragueren inversions de l'oligarquia local i estrangera.

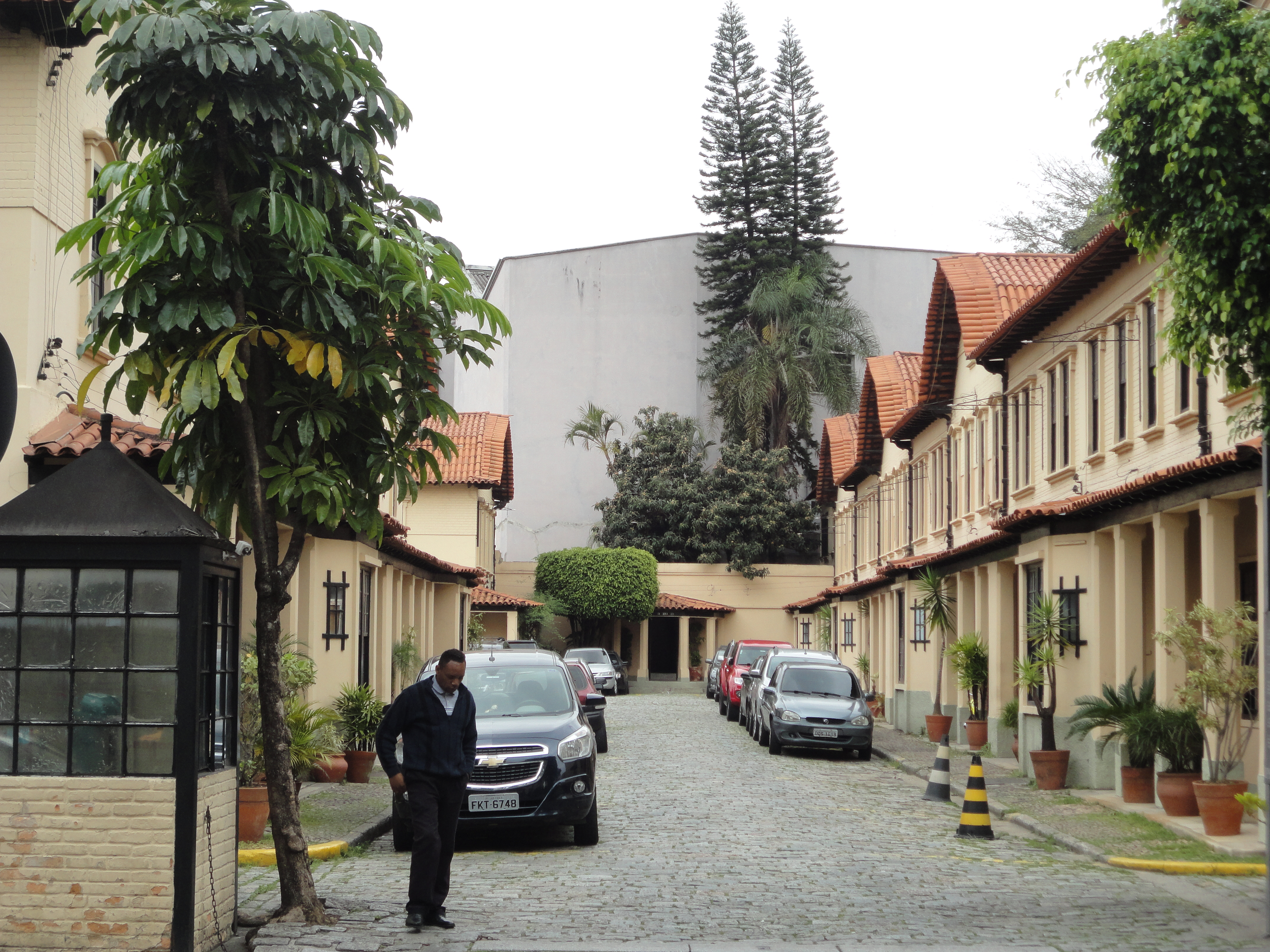
Vista de l'entrada principal de la Vila dos Ingleses

Les 28 cases que componen la Vila dos Ingleses es construïren de 1915 a 1919, projectades per Germano Bresser i sota la supervisió de l'enginyer xilé Eduardo de Aguiar D’Andrada, director tècnic de la Sâo Paulo Railway Company, empresa responsable de la construcció de l'Estació da Luz i del Ferrocarril Santos-Jundiaí.
Les viles residencials es caracteritzaven per un carrer particular que donava accés a un pati envoltat de construccions unifamiliars, més grans que les cases de les viles obreres. Les viles residencials foren comunes a Sâo Paulo durant les dècades de 1920 a 1950.

### Decadència
La Vila dos Ingleses anà perdent la funció original al llarg del temps i, al voltant del 1925, amb la disminució de la utilització de mà d'obra d'enginyers estrangers, les cases foren ocupades per famílies locals de classes mitjana i alta. Aquesta ocupació es va intensificar durant el període comprés entre la crisi del 1929 i la fi de la Segona Guerra Mundial. A partir del 1945, la vila va perdre l'atractiu i l'estatus.

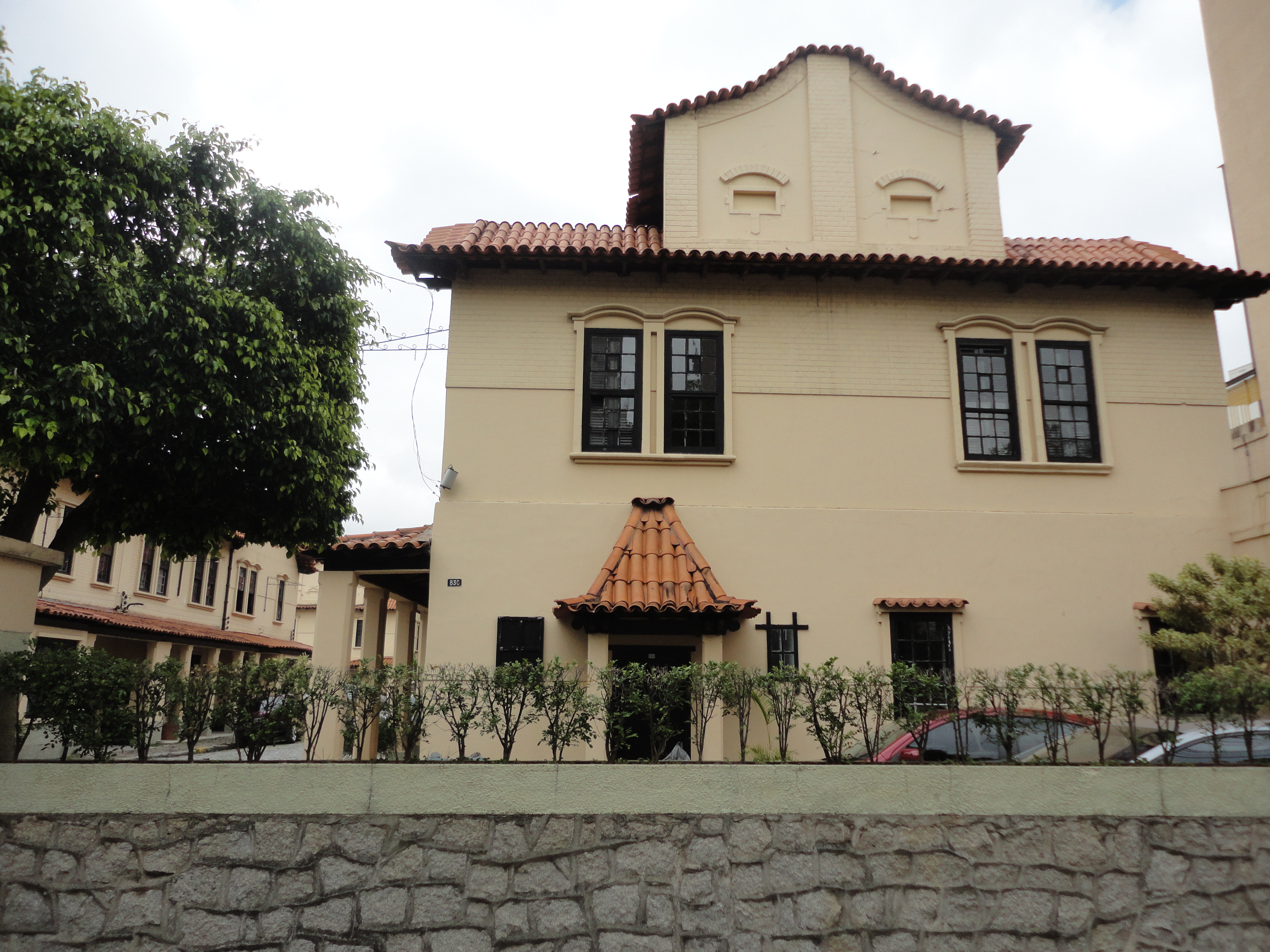
Vista lateral d'una de les cases des del carrer Mauá

Llavors la vila passà per un procés de degradació, potenciat per la desvaloració gradual del barri da Luz.
El 1953, Eduardo de Aguiar D’Andrada transferiu l'administració del lloc al seu net François Moreau. En aquesta època, les cases presentaven un pèssim estat de preservació. El nou administrador va emprendre reformes per a recuperar la vila. Al llarg de la dècada del 1950, l'ocupaven internats catòlics i clubs de treballadors federals.
La situació torna a empitjorar als anys següents, amb la creació de la Companyia de Magatzems Generals de Sâo Paulo (Ceagesp) i la instauració de les obres del metro Estació da Luz. Les cases van passar a ser llogades en règim d'internat a treballadors de l'obra, així com a guàrdies de la policia militar que treballaven a la Caserna de la Força Pública.

### Reestructuració
El 1975, la Vila dos Ingleses es considera en la Llei de Zones com a Z8-200, que prohibeix reformes i demolicions sense l'autorització de l'Ajuntament. Tot i així, encara estava degradada.

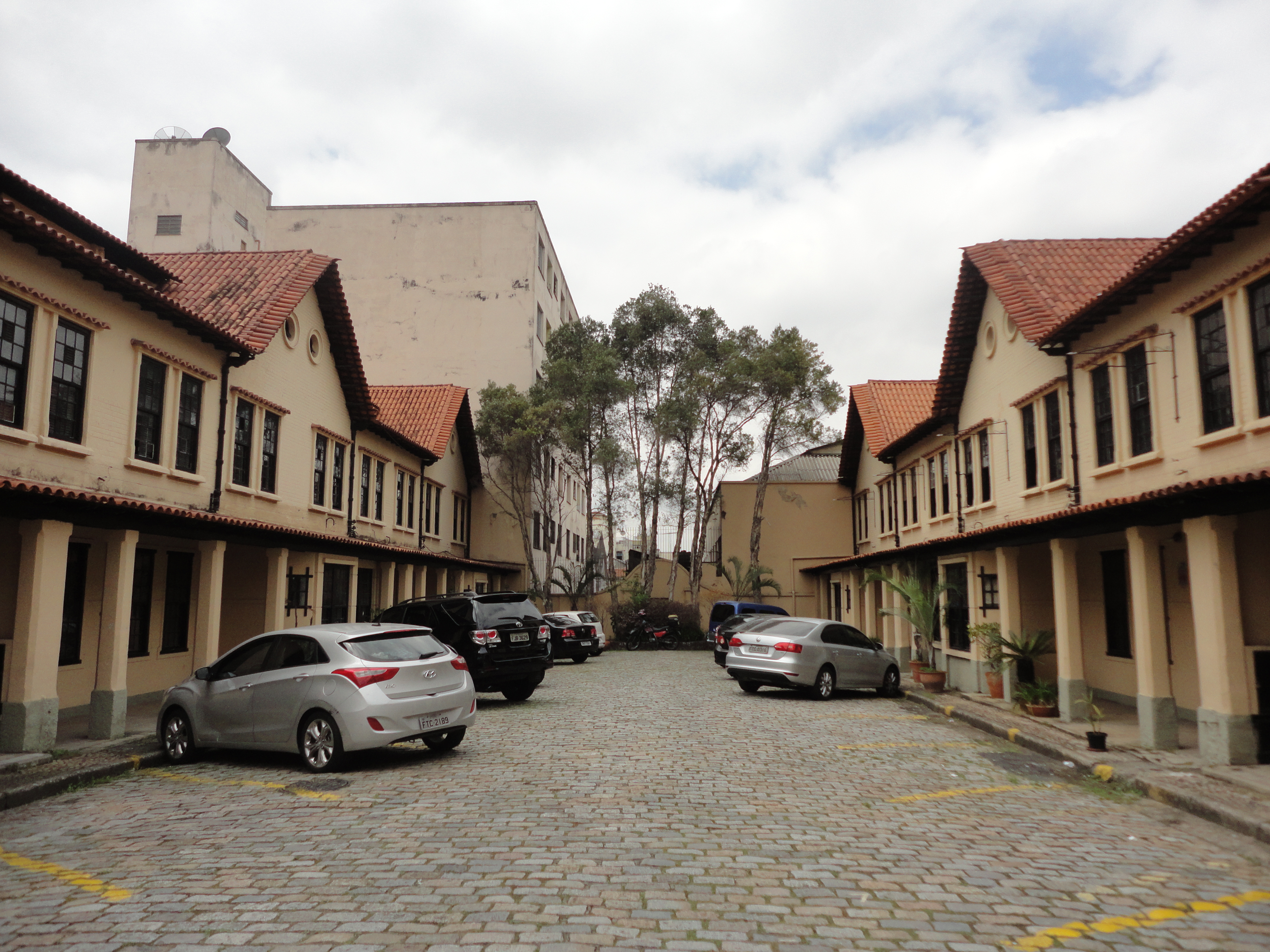
Vista del pati de la Vila dos Ingleses

En la dècada del 1980, la família Moreau va promoure una nova recuperació de la propietat, sota la supervisió de Pierre Moreau, besnet d'Eduardo de Aguiar D’Andrada. La perspectiva de revaloració del barri da Luz, amb la desactivació del ferrocarril, l'obertura de l'avinguda Tiradentes i la reforma de la Pinacoteca, va fer amb que els amos encomanassen un estudi EMBRAESP (Empresa Brasilera d'Estudis del Patrimoni), que va recomanar la transformació de la vila en un punt comercial.
La Vila dos Ingleses va perdre definitivament el caràcter residencial a partir del 1988, amb un perfil estrictament comercial. Les famílies que hi vivien foren indemnitzades.

## Característiques arquitectòniques
La Vila dos Ingleses consta de 28 cases arrenglerades en una àrea de 5.468 m², en un terreny pla; l'àrea total construïda arriba a 5.700,80 m².
Les cases tenen tres pisos i estan disposades en format de L, set d'elles estan girades a l'entrada principal, situada al carrer Mauá. Una d'elles és aïllada, mentre que sis es giren cap al corredor d'accés i 14 són geminades. Les residències tenen tres tipus de façanes.

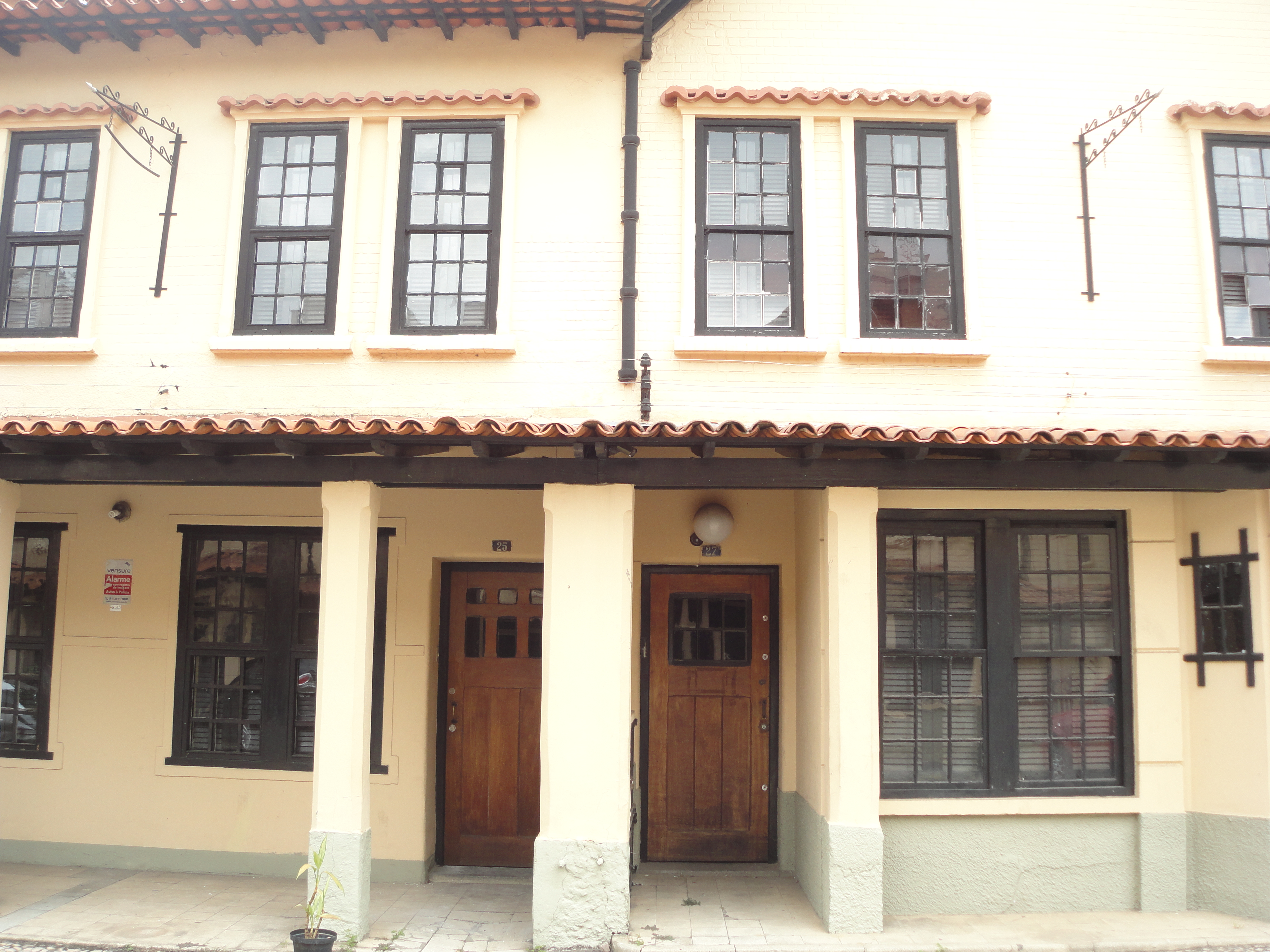
Detall de cases geminades

Les golfes tenen teules franceses, sostingudes per una estructura de fusta. L'arquitectura de les cases és d'estil victorià i colonial brasiler. Les teulades tenen semblances amb l'estil normand, és a dir, d'inclinació accentuada.

## Significat històric i cultural

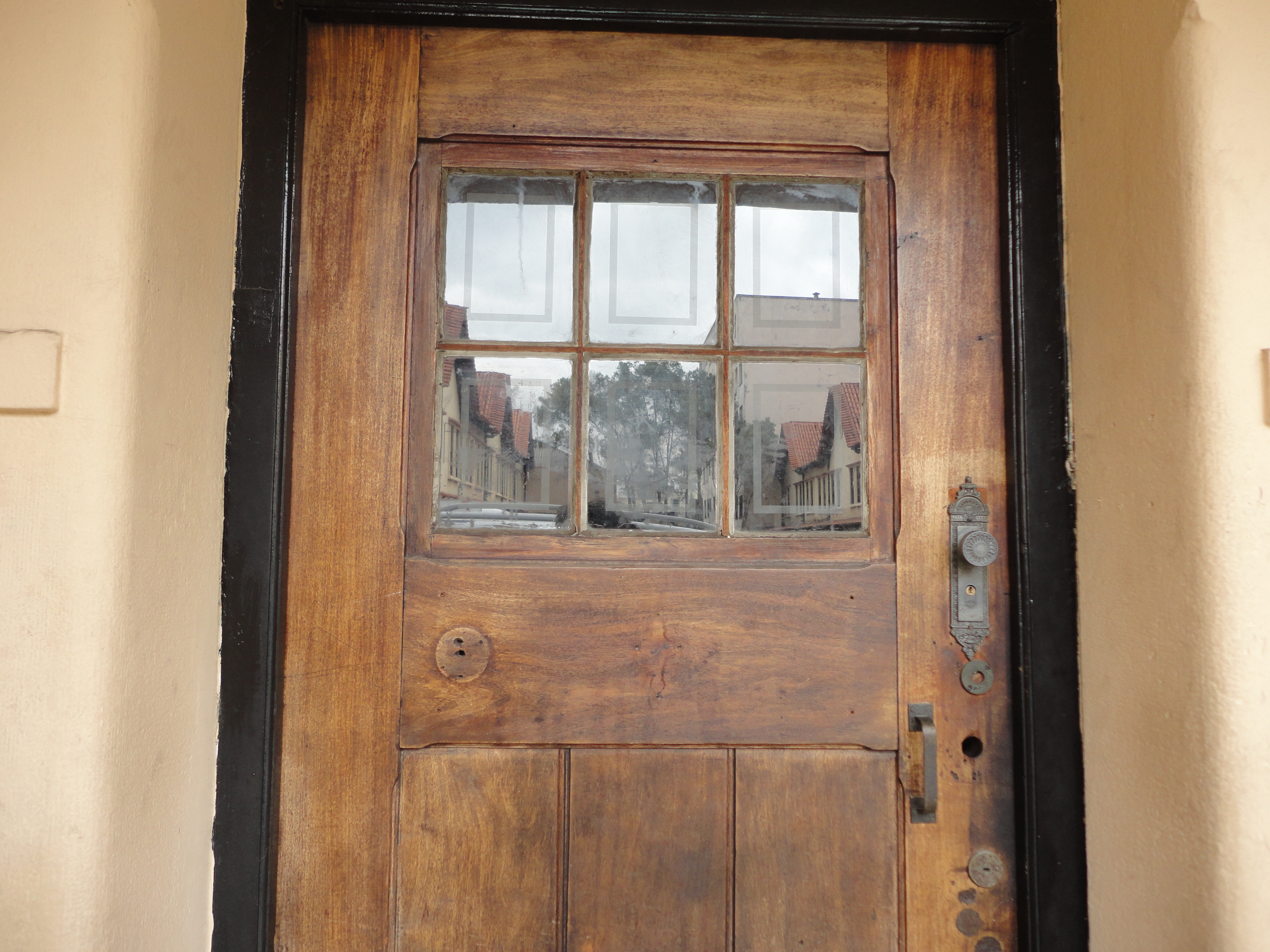
Detall de porta original

La Vila dos Ingleses és una important evidència de la presència de la immigració anglesa a la ciutat de Sâo Paulo, i també és rellevant per a l'estudi dels habitatges construïts per compte i al llarg del ferrocarril.

“La articulació espacial dels monuments, en la majoria públics, la proximitat a l'estació central de la San Paulo Railway, mitjà de transport que va permetre l'explosió econòmica de l'estat, la unitat d'estil i de proposta arquitectònica, mostren la intencionalitat política del govern estatal de transformar l'àrea en un símbol del poder que recentment havia aconseguit. Així, les construccions es van transformar en un marc físic d'un procés històric de pes per al país, el de la transformació de l'estructura politicoeconòmica nacional causada pel nou pacte federatiu, que va permetre a l'estat de Sâo Paulo, dins la República Vella, aconseguir la primacia sobre els altres estats. Tots aquests factors fan tal conjunt únic, entre els altres de característiques arquitectòniques semblants existents al país”.

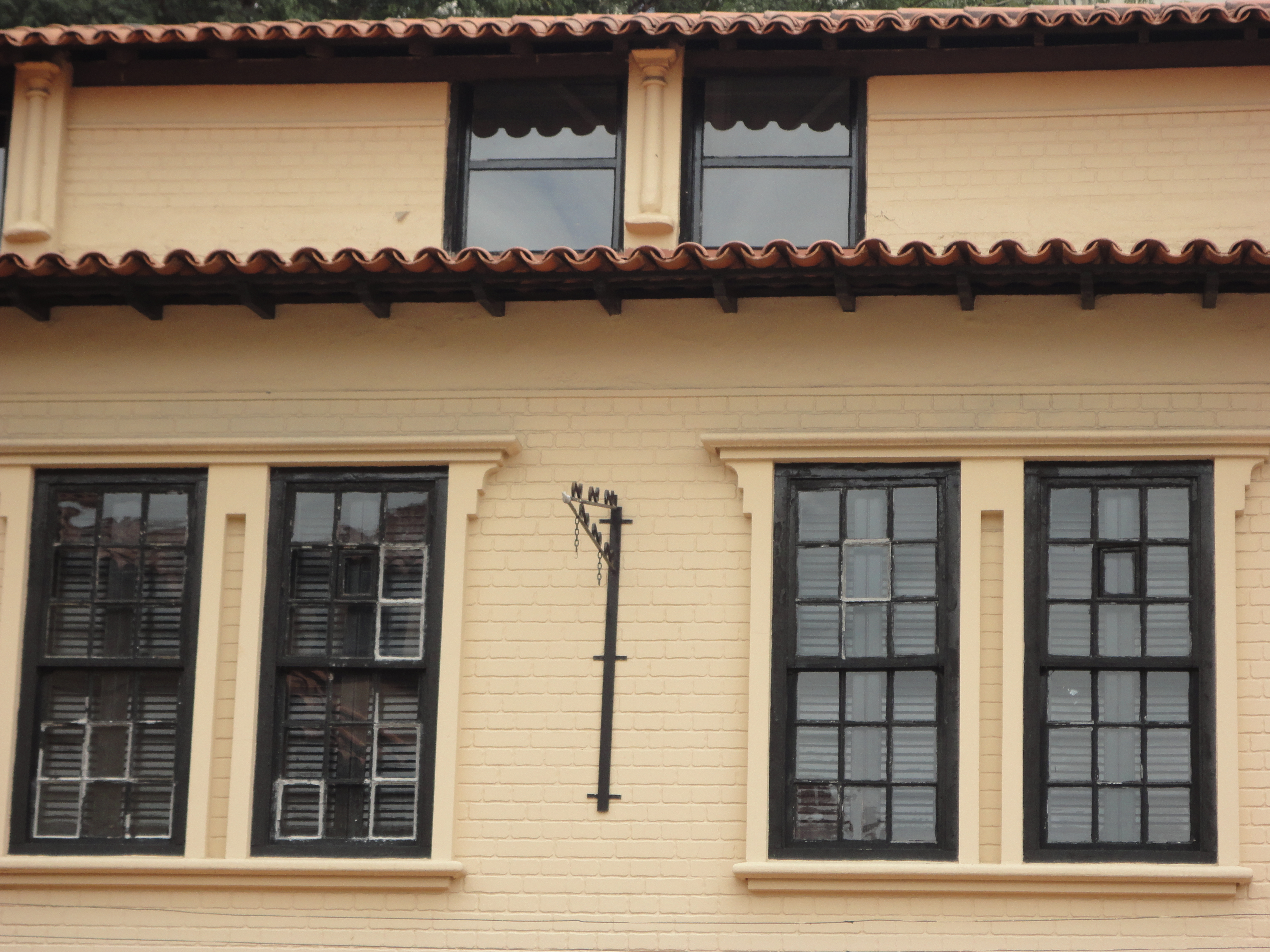
Detall de les finestres

### Protecció
Tot i haver passat per un procés provisional en què es considerava la destrucció de la vila, l'any de 2012 la Vila dos Ingleses passar a ser protegida pel Consell de Defensa del Patrimoni Històric, Arqueològic, Artístic i Turístic de l'Estat de Sâo Paulo (Condephaat). En sessió ordinària realitzada el dia 20 d'agost, el Condephaat decideix per unanimitat obrir novament un estudi de tombament de la vila, que encara segueix en tràmit.

### Estat actual
Després de la reestructuració, ocorreguda en la dècada del 1980, quan tenia un perfil comercial, la Vila dos Ingleses va atraure empreses comercials relacionades amb la cultura. A partir del 1988, esdevingué un petit nucli d'oficines d'arquitectes, dissenyadors, fotògrafs i productors de vídeos.

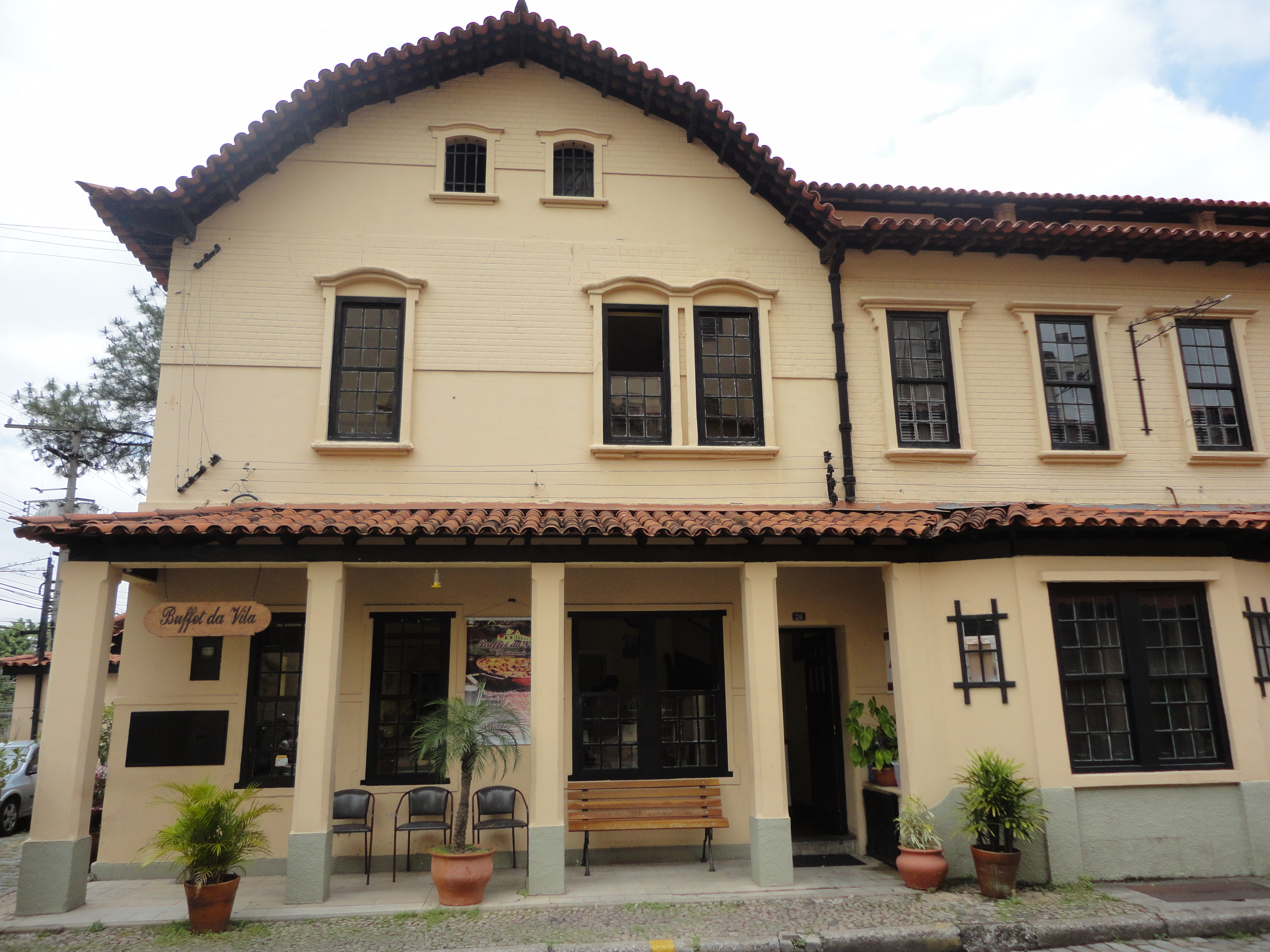
Vista de la façana del restaurant que funciona a la Vila dos Ingleses

## Galeria

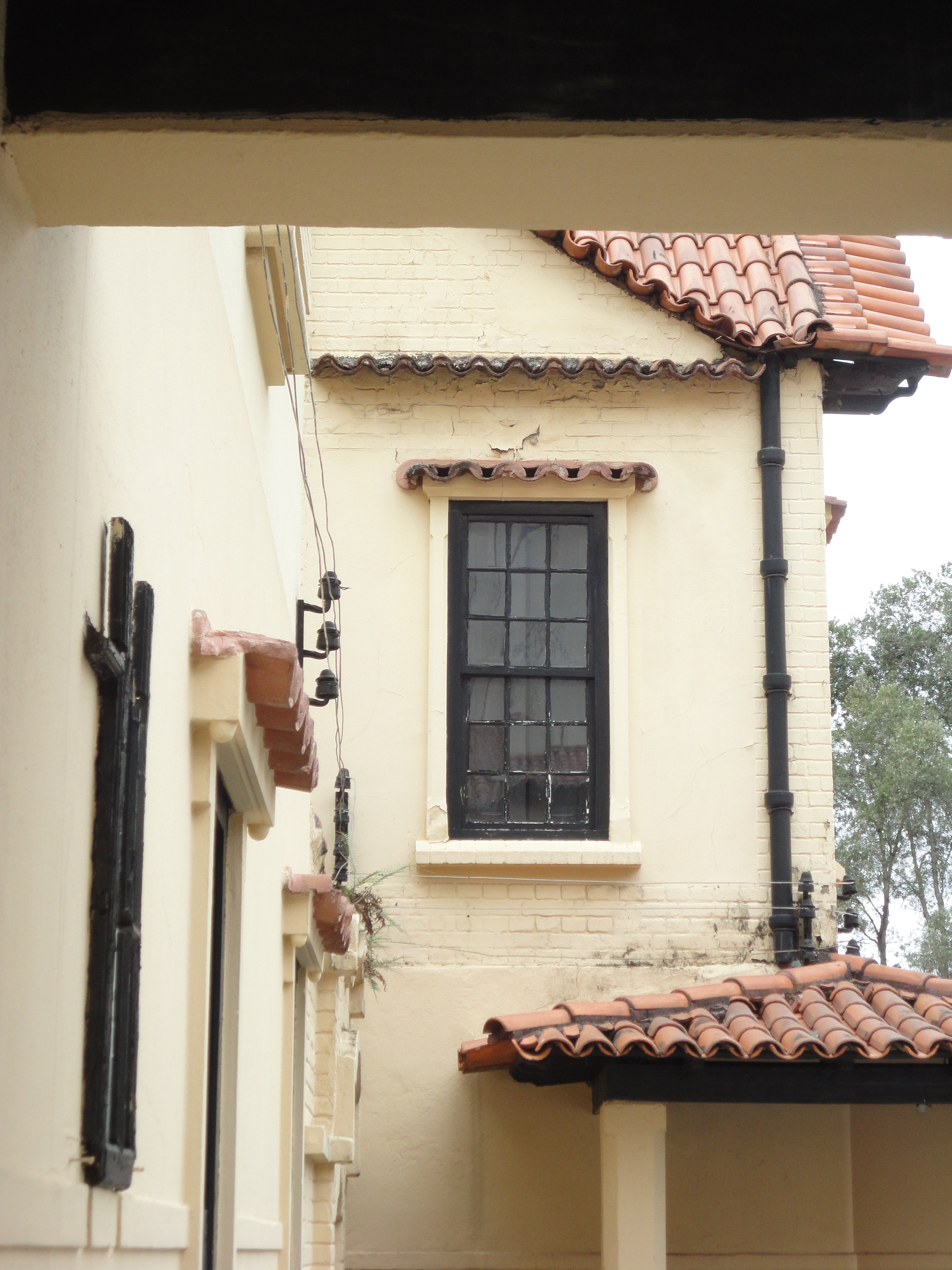
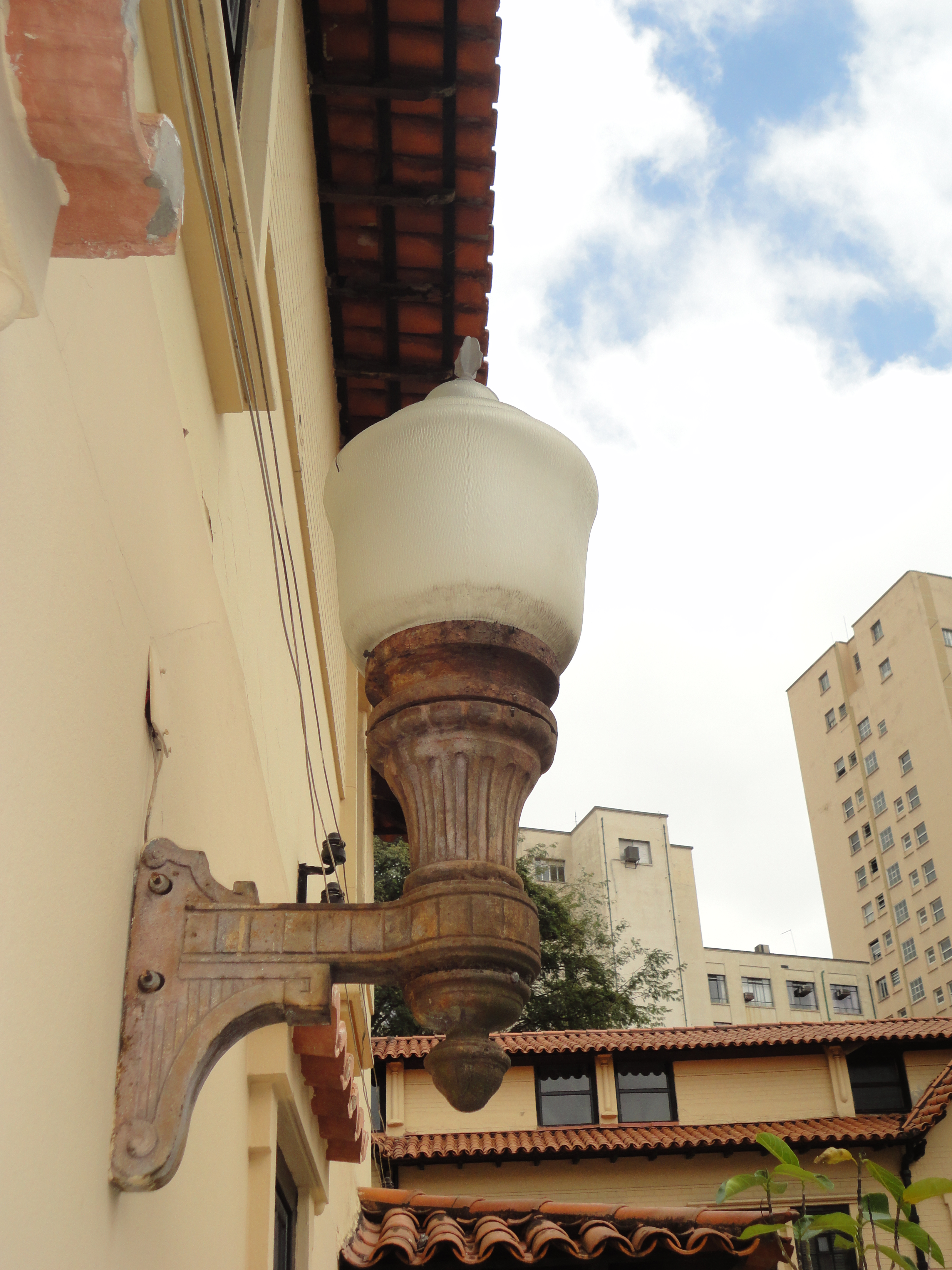
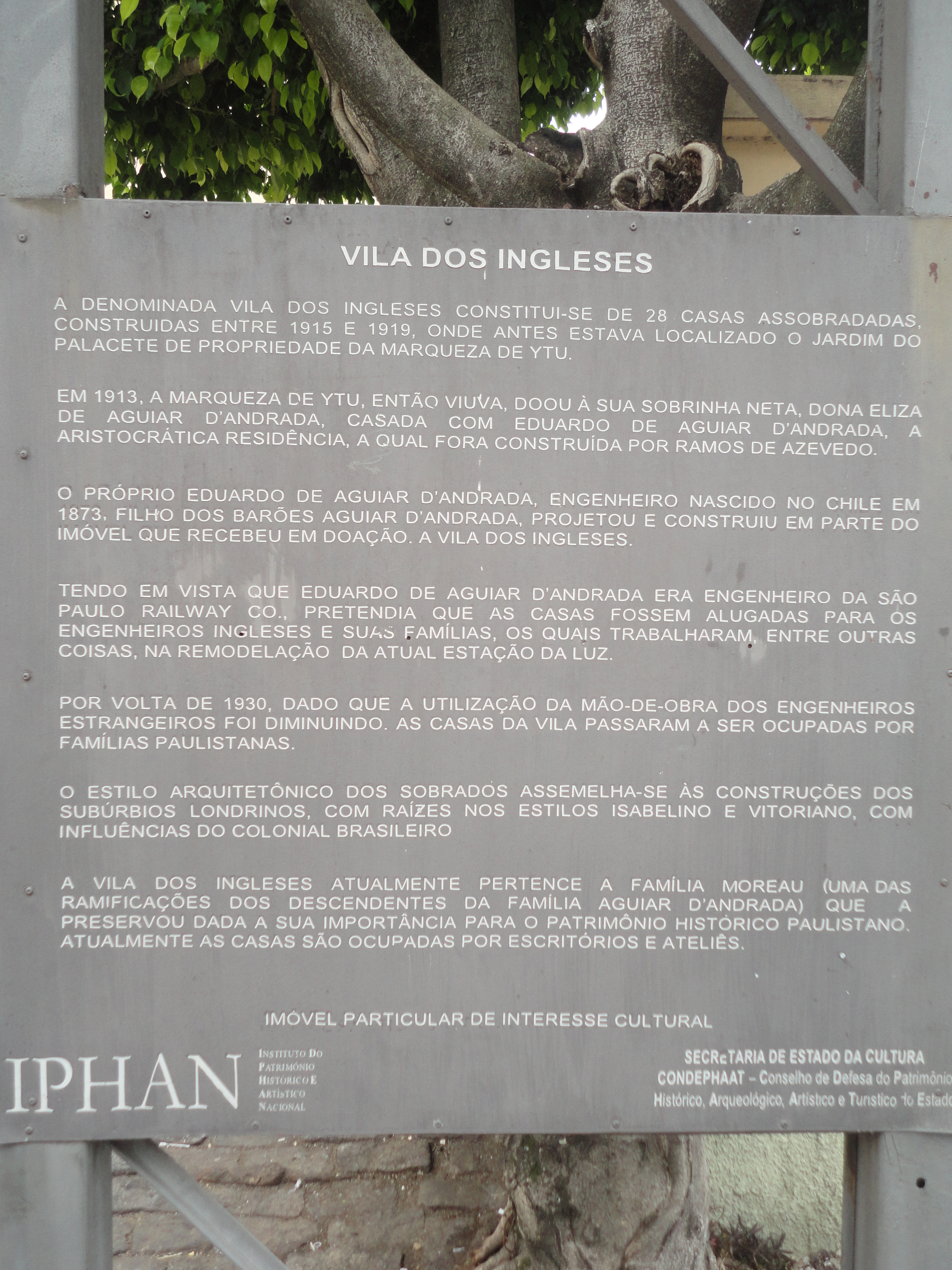
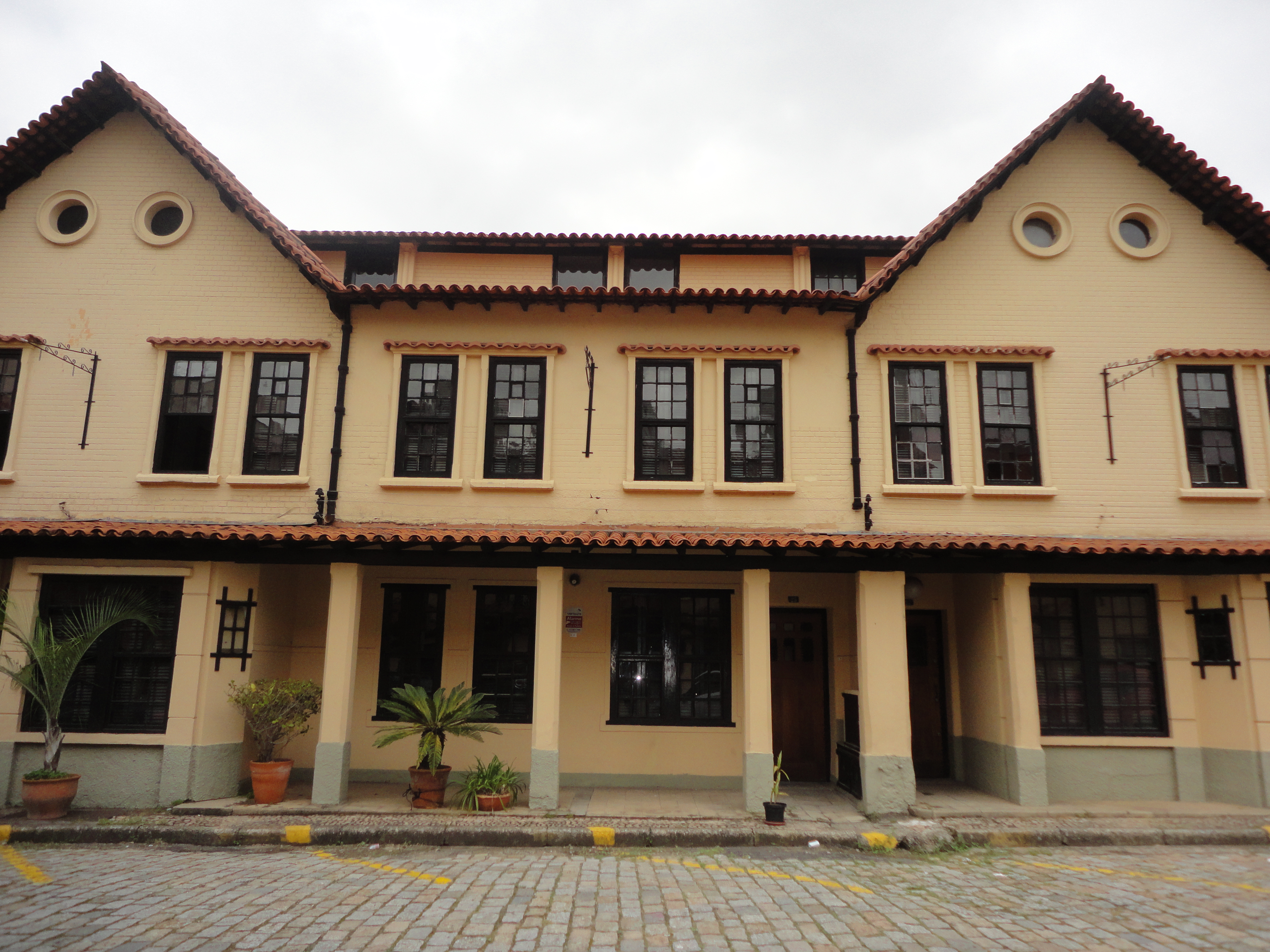
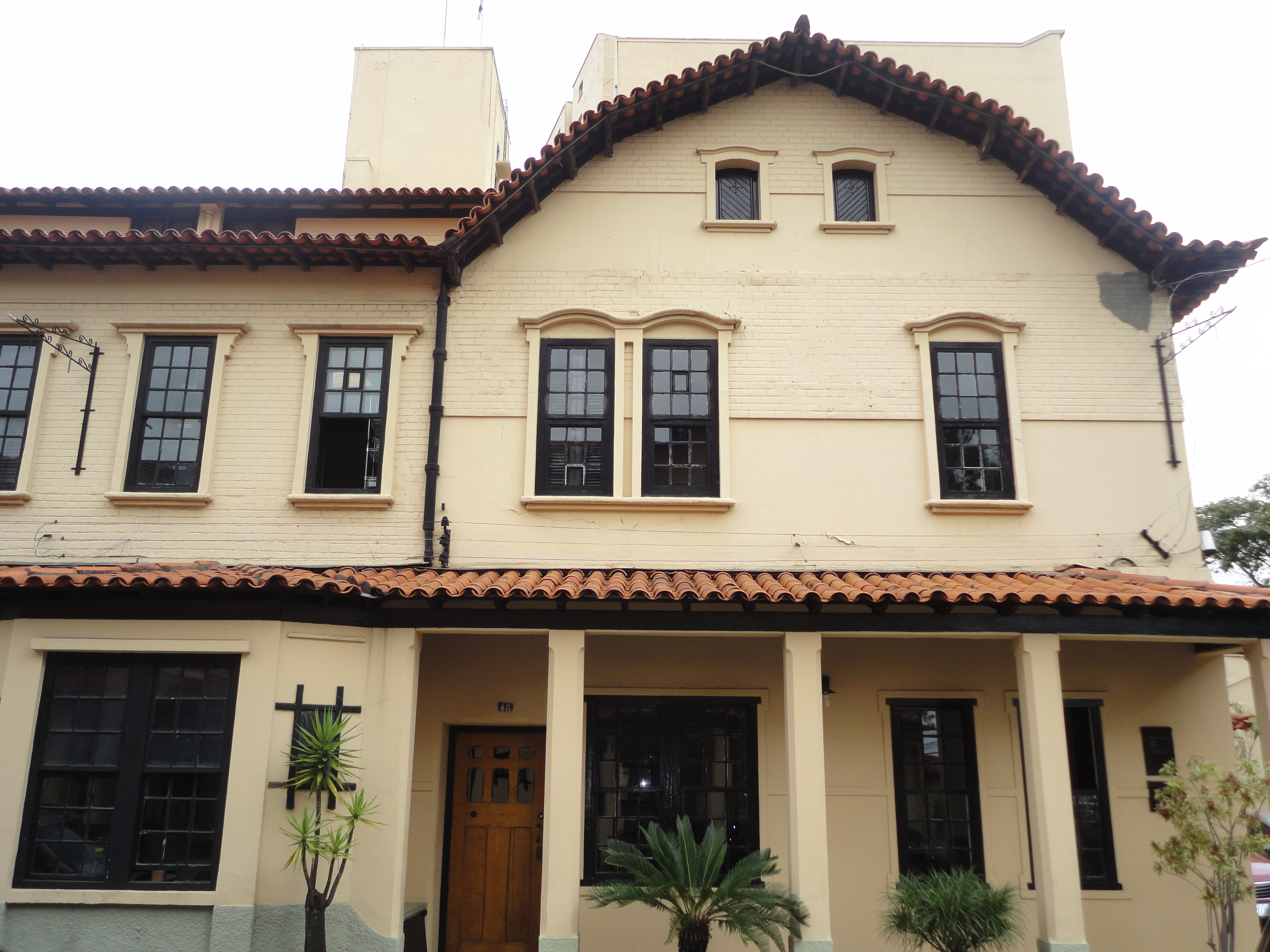
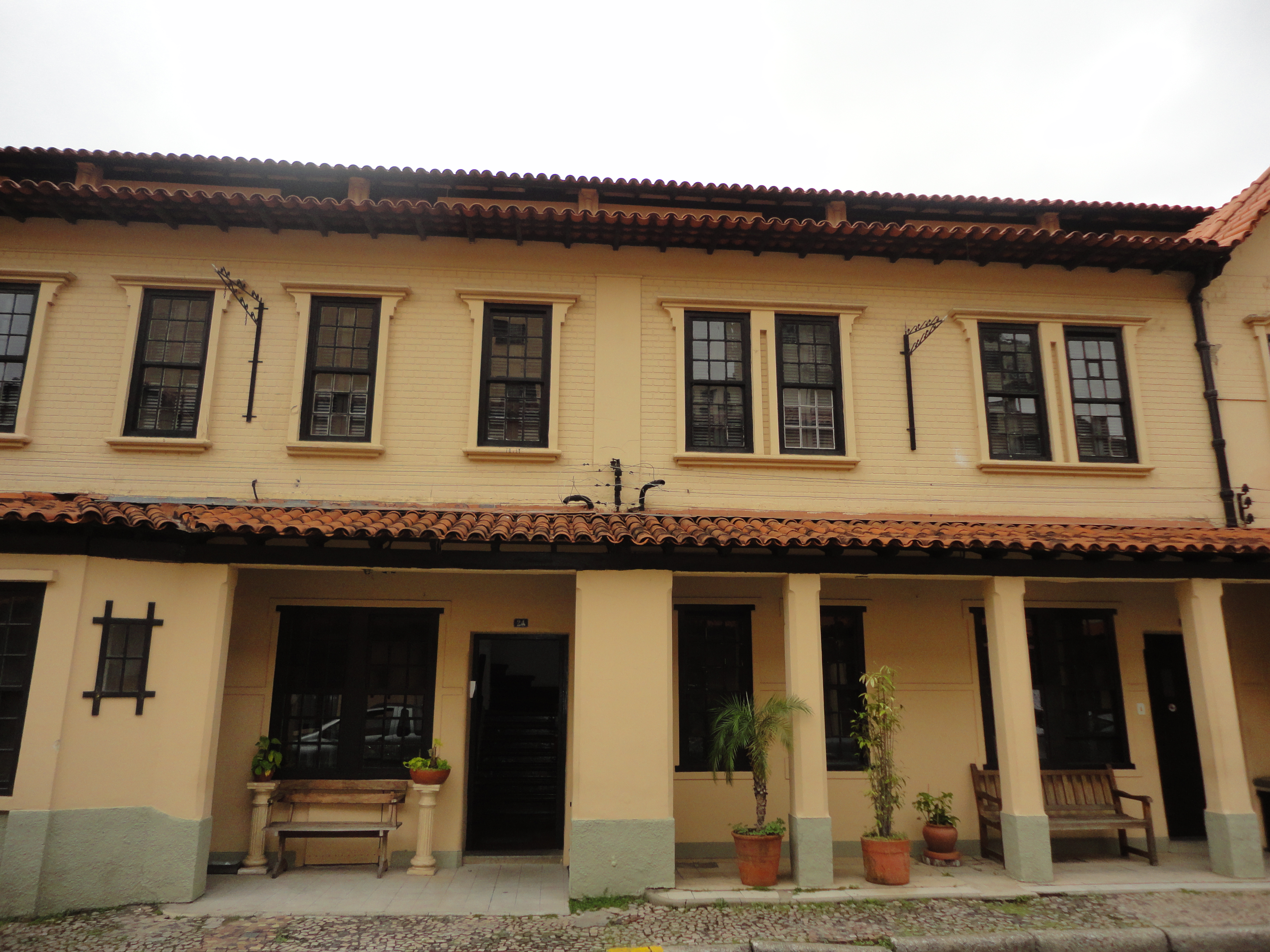